# Famille Pouchkine
La famille Pouchkine est une des plus anciennes familles de la noblesse russe. La Maison s'est divisée en plusieurs branches et donna de nombreux descendants un peu partout dans le monde, dont certains se sont liés avec les familles grand-ducales du Luxembourg et royales du Royaume-Uni.

## Histoire
Il existe deux familles Pouchkine qui finirent par s'unir en une :
- La première vient d'Allemagne, à la fin du XIIe siècle, de la famille du chevalier Varègue Radcha. Certains chercheurs l'identifient à Ratmir, serviteur d'Alexandre Nevski[2]. Aussi, un des ancêtres de la famille est considéré comme le chevalier de Novgorod, Gabriel Alexic, un autre allié de Nevski.
- Les descendants de Nelioub Ivanovitch Pouchkine, dont les ancêtres ont prospéré par l'économie locale[3].

Au XIVe siècle, leur descendant commun au 7e degré, Grégoire Alexandrovitch, dit le Canon (Pouchka, en russe), est l'ancêtre des Pouchkine actuels. On ne sait rien de ce dernier, mais comme l'un de ses fils était un boyard, Grégoire devait être un militaire ayant beaucoup servi, qui possédait de vastes patrimoines. La famille a une couronne princière sur de l'hermine dans ses armes car neuf Pouchkine ont voté pour les Romanov en 1613. La FIP indique que Serge Pouchkine, père du poète, épouse Nadine Hanibal, petite-fille d'Abraham Hanibal, prince et esclave d'Éthiopie, puis protégé de Pierre le Grand.
Après la Révolution russe de 1917, les Pouchkine se sont établis dans leurs propriétés dans le sud de la Russie, avant d'aller en Turquie. À cause de la barrière linguistique, les grands-parents de Marie « Macha » Dournovo-Pouchkine partirent pour Paris. Ceux d'Alexandre « Sacha » Pouchkine allèrent en Yougoslavie, dans la famille de Nadège Alexeïevna Petunnikov, avant qu'en 1923, Alexandre Nikolaïevitch, alors dans la Croix-Rouge, ne s'établisse en Belgique, avec l'aide du cardinal Désiré-Joseph Mercier, ce dernier ayant fait beaucoup pour les Russe blancs. N'ayant pas eu d'enfants, Alexandre Alexandrovitch et Marie Alexandrovna Pouchkine sont les derniers à porter le nom, les autres descendant des femmes.

## Généalogie
Alexandre Alexandrovitch, fils d'Alexandre Sergueïevitch, est l'ancêtre commun de Marie et d'Alexandre Pouchkine, car il s'est mariée deux fois : la première fut avec Sophie Alexandrovna Lanskaï (1838-1875), dont descend Marie Dournovo-Pouchkine ; la seconde fut avec Marie Alexandrovna Pavlov (1852-1919), dont descend l'actuel Alexandre Alexandrovitch Pouchkine.

## Personnalités

### A
- Alexandre Alexandrovitch Pouchkine (1833-1914), général de cavalerie et fils d'Alexandre Sergueïevitch.
- Alexandre Alexandrovitch Pouchkine (né en 1942), cofondateur de la Fondation Internationale Pouchkine et président de l’Association de la Noblesse russe résidant en Belgique.
- Alexandre Anatolievitch Pouchkine (1872-1919), colonel de l'armée impériale russe, participant à la Première Guerre mondiale et à la guerre civile russe.
- Alexandre Ivanovitch Pouchkine (1907-1970), danseur de ballet et professeur.
- Alexandre Nikolaïevitch Pouchkine, enseignant d'université.
- Alexandre Sergueïevitch Pouchkine (1799-1837), poète, dramaturge et écrivain.
- Alexis Alexeïevitch Pouchkine (1936–1998) - électricien principal du brise-glace atomique «Lénine», homme à part entière de l'ordre du travail glorieux.
- Alexis Fédorovitch Pouchkine (1717-1777) - capitaine du régiment de Tver, voïvode de Sokol et arrière-grand-père maternel d'Alexandre Sergueïevitch.
- Anatole Ivanovitch Pouchkine (1915-2002), pilote de bombardier, héros de l'Union soviétique.
- Alexis Mikhaïlovitch Pouchkine (1699/1700-v.1762-75), fonctionnaire russe et diplomate.
- Alexis Mikhailovitch Pouchkine (1771-1825), général, écrivain et acteur.

### B
- Barlaam Pouchkine, évêque de l'Église orthodoxe russe, archevêque de Saraï (Sarsky) et Podonski.
- Basile Lvovitch Pouchkine (1770-1830), poète et oncle d'Alexandre Sergueïevitch.
- Basile Nikititch Pouchkine (v.1596-1649), un noble moscovite et voïvode.
- Benjamin Noévitch Pouchkine (1931-1979), psychologue soviétique de la psychologie du travail, de la pensée et de la créativité.
- Boris Ivanovitch Pouchkine (v.1590-165), diplomate, homme d'État.
- Boris Sergueïevitch Pouchkine (1879-1939), archiviste et décabriste.

### G
- Gabriel Grigorievitch Pouchkine (v.1560-1638) est un noble factice, le protagoniste de la tragédie de Pouchkine Boris Godounov.
- Georges Maximovitch Pouchkine (1909-1963), diplomate soviétique.
- Grégoire Alexandrovitch Pouchkine (1835-1905), officier russe, magistrat et fils du poète Alexandre Sergueïevitch.
- Grégoire Alexandrovitch Pouchkine (1868-1940), officier russe et petit-fils d'Alexandre Sergueïevitch.
- Grégoire Gavrilovitch Pouchkine (v.1605-1656), boyard, maître d'hôtel et armurier.
- Grégoire Grigorievitch Pouchkine (décédé avant 1626), policier et voïvode régimentaire.
- Grégoire Grigorievitch Pouchkine (1913-1997), participant de la guerre soviéto-finlandaise et de la Grande Guerre patriotique.
- Guennadi Alexandrovitch Pouchkine (1921-2010), deux fois héros du travail socialiste.

### E
- Eugène Alexievitch Pouchkine (1845-1915), personnalité judiciaire et sénateur.
- Eustache Mikhaïlovitch Pouchkine (décédé en 1603), voïvode, noble de la Douma et diplomate.
- Euthyme Grigorievitch Pouchkine (1899-1944), chef militaire et héros de l'Union soviétique.

### I
- Ivan Ivanovitch Pouchkine, intendant et voïvode des années 1610-20.
- Ivan Mikhaïlovitch Bolchoï Pouchkine (? —1612), noble de la douma, okolnitchy et voïvode.
- Ivan Nikitich Pouchkine (décédé après 1654), noble, avocat, et voïvode à Moscou.
- Ivan Fédorovitch Pouchkine (décédé après 1684), noble de Moscou, okolnitchy et voïvode.

### L
- Léon Alexandrovitch Pouchkine (1723-1790), colonel d'artillerie et grand-père d'Alexandre Sergueïevitch.
- Léon Anatolievitch Pouchkine (1870-1920), vice-gouverneur d'Orenbourg, chambellan et petit-neveu d'Alexandre Sergueïevitch.
- Léon Sergueïevitch Pouchkine (1805-1852), militaire.

### M
- Matthieu Stépanovitch Pouchkine (v.1630-1706), boyard du règne de Fédor III.
- Michel Eustachievitch Pouchkine (décédé après 1638), voïvode et noble de Moscou.

### N
- Nicolas Alexandrovitch Pouchkine, lieutenant de cavalerie.
- Nikita Mikhailovitch Pouchkine (décédé en 1699), boyard.

### O
- Olga Sergueïevna Pouchkine (1797-1868), mondaine.
- Onésime Mikhaïlovitch Pouchkine (1921-2012), joueur de hockey soviétique.

### V
- Victor Vasilievitch Pouchkine (1923-2002), boxer soviétique et écrivain.

### S
- Serge Lvovitch Pouchkine (1770-1848), militaire.